# Jackson Irvine
Jackson Irvine (ur. 7 marca 1993 w Melbourne) – australijski piłkarz grający na pozycji pomocnika w FC St. Pauli.

## Kariera klubowa
Irvine zaczynał karierę w klubach ze stanu Wiktoria. W 2010 roku po zakończonych pomyślnie testach został zawodnikiem Celticu. 1 września 2012 roku zaliczył debiutancki występ w barwach Celticu w meczu ligowym przeciwko Hibernian F.C. Przed rozpoczęciem sezonu 2013/2014 odszedł na półroczne wypożyczenie do klubu Kilmarnock F.C. W styczniu 2014 roku podjęto decyzję o przedłużeniu wypożyczenia do końca roku. Po zakończeniu sezonu wrócił do Celticu, jednak w ostatnim dniu okna transferowego został po raz kolejny wypożyczony, tym razem do Ross County. 28 lipca 2015 roku Ross County nabyło zawodnika na stałe, w zamian za ekwiwalent za wyszkolenie dla Celticu. 
Przed kolejnym sezonem Irvine trafił do angielskiej Championship. Nowym klubem Australijczyka został Burton Albion, który zapłacił za niego 330 tysięcy funtów co według klubu było ówczesnym rekordem transferowym klubu. Zawodnik rozegrał 45 meczów ligowych dla Burton i wydatnie przyczynił się do utrzymania klubu w lidze. 30 sierpnia 2017 roku przeszedł do drużyny Hull City.

## Kariera reprezentacyjna
Irvine w kategorii U-19 reprezentował barwy Szkocji, ze względu na to, że jego ojciec pochodzi z Aberdeen. 12 września 2012 roku podjął decyzję o reprezentowaniu barw Australii w futbolu międzynarodowym. 15 października 2013 roku zadebiutował w kadrze Australii w towarzyskim meczu przeciwko Kanadzie. Podstawowym zawodnikiem kadry został jednak dopiero podczas eliminacji do Mistrzostw Świata w Rosji. Pojechał również na turniej finałowy gdzie zagrał we wszystkich trzech meczach grupowych.